# Soulwax
Soulwax est un groupe belge de rock électronique, originaire de Gand, en Région flamande. Il est composé de David Dewaele, Stephen Dewaele, Stefaan Van Leuven et Steve Slingeneyer. En dehors de Soulwax, les Dewaeles se produisent également en tant que DJ sous le nom de 2manydjs (d'abord connu sous le nom de The Fucking Dewaele Brothers/The Flying Dewaele Brothers).

## Histoire

### Débuts et années 2000
Le premier album de Soulwax, Leave the Story Untold, sort en 1996. Le groupe se fait connaître après la sortie de l'album Much Against Everyone's Advice.
Le morceau Theme from Discothèque, sorti en 2001, est l'œuvre de David et Stephen Dewaele de Soulwax, sous le nom de Samantha Fu, qui l'ont produit pour un groupe de danse gantois appelé Kung Fu.
La seule compilation officielle As Heard on Radio Soulwax part. 2 sort en 2002 et est composée de 45 titres dont les frères Dewaele ont pu obtenir les droits. Ils avaient à l'origine demandé les droits pour 187 titres et ont obtenu des autorisations pour 114 d'entre eux. 62 ont été refusés et 11 sont restés introuvables. Toutes les sorties non officielles (As Heard on Radio Soulwax part. 1 et 3 à 11) sont en fait une compilation des émissions de Radio Soulwax que 2manydjs a réalisées pour diverses stations de radio, dont Studio Brussel (Belgique), Radio 1 (Royaume-Uni), KISS 100 (Royaume-Uni) et Eins live (Allemagne).
Orienté à l'origine vers un style pop rock, leur son est plus marqué par la musique électronique à partir du remix réalisé par eux-mêmes de l'intégralité de leur album Any Minute Now sous le nom de Nite Versions en 2005.
Soulwax sort en 2008 un DVD appelé Part of the Week End Never Dies. Ce DVD, remplis de bonus, raconte alors l'histoire de ce groupe et de ces deux DJ sur plusieurs mois voire années de tournée. La bande-annonce du DVD annonce cette hyperactivité, « Honnêtement je ne sais pas comment ils font, physiquement comment des êtres humains peuvent supporter tellement de tournées et de performances, toutes les nuits, depuis des années. »
Depuis 2008, le groupe organise également la Soulwaxmas, concert organisé dans plusieurs villes européennes en fin d'année avec de nombreux invités (en 2008 à Paris étaient présents Erol Alkan, Aeroplane, Breakbot ou encore Boys Noize), cet évènement a été renouvelé en 2009, 2010 et 2011.
Le 2 février 2009, Soulwax fait une apparition sur BBC Radio 1, jouant 420 introductions de chansons dans une période de 60 minutes.

### Bande originale et autres
Soulwax participe à la bande originale du jeu vidéo Grand Theft Auto V (sorti en 2013), ils animent une radio intitulée Soulwax FM.
En 2016, Soulwax signe entièrement la bande originale du film Belgica réalisé par Felix Van Groeningen. Cette bande son est le fruit de plus d’un an de travail au studio Deewee pour le groupe qui s'est attelé à toutes les étapes de la création, de l’écriture au mixage en passant par la composition et la production. L'album sorti le 26 février, et le film le 2 mars.
Après une nouvelle tournée européenne en 2017 intitulé Transient Program for Drums and Machinery, le groupe s'enferme dans son studio de Gand récemment acquis, nommé « Deewee », et enregistre en une seule prise avec le même matériel utilisé en live dont trois batteries. Avec leurs acolytes Igor Cavalera, Laima Leyton, Blake Davies, Victoria Smith et le membre original Stefaan van Leuven, ils réalisent un album novateur intitulé From Deewee ; le groupe est alors de retour sur la scène internationale et continue les concerts en Europe et aux États-Unis.
En 2018, la radio britannique BBC 6 invite Soulwax à créer une playlist d'une heure de musique inspirée du mot Essential ; au lieu de cela, le groupe va s'enfermer pendant deux semaines en studio, et réalisera spontanément un nouvel album de 12 titres originaux intitulé Essential.

### Depuis 2019
En 2019, Soulwax est un groupe qui a désormais atteint une renommée mondiale.
En pleine période de pandémie de Covid-19, Soulwax sort un nouvel album enregistré dans leur QG le studio Deewee, EMS Synthi 100 – DEEWEE Sessions Vol.01 (2020). L'album est composé en collaboration avec l'institut d'études de psychoacoustique et de musique électronique de l'Université de Gand, en Belgique. Cette association qui permet au groupe de mettre la main sur un antique et rare synthétiseur, le EMS Synthi 100 mentionné dans le titre de l'album, dont l'un des 31 exemplaires existants a pu être utilisé par les musiciens pendant un an, pour créer les compositions, réparties en six mouvements, qui forment le disque.

## Tournées
Soulwax et 2manydjs ont entrepris depuis plusieurs années déjà une immense tournée. Ils vagabondent de ville en ville, de pays en pays, pour jouer leurs propres morceaux (parfois sans que le groupe Soulwax ne joue) et réapparaître sur scène en tant que 2manydjs jusqu'au bout de la nuit. New York, San Francisco, Los Angeles, Londres, Moscou, Tokyo, Barcelone, Sydney, Paris, Carhaix, Milan, Berlin, Suède, Nouvelle-Zélande, Chine, Australie, France, Angleterre, Irlande, Pologne, Canada, Mexique… Soulwax et 2manydjs ont entrepris un édifice faramineux. Ils se représentent partout, et tout le temps. Ces hyperactifs musicaux sont en tournée continuelle autour du globe. Soulwax sorti un album en 2004 puis en 2005, puis l'album de remixes Most of the Remixes accompagné d'un mix par 2manydjs de ces remixes.

## Amitiés
Soulwax et 2manydjs ont officié aux côtés de Justice, Busy P, So-Me et ont lié une grande amitié avec ces membres du label Ed Banger. Ils sont également très proches du DJ anglais Erol Alkan, mais également de Tiga, Das Pop, Boys Noize, LCD Soundsystem, Felix da Housecat, Digitalism ou encore Late of the Pier. Tous ont été remixés par les deux compères et figurent sur leur dernier album Most Of The Remixes. Aujourd'hui, Soulwax a pris sous son aile le jeune DJ rémois Brodinski, qui officie généralement en « warm-up » des soirées Soulwax (ce fut souvent le cas sur les dates françaises de Soulwax).

## Distinctions
| Année | Récomepnse              | Intitulé                                 | Catégorie                          | Résultat   |
| ----- | ----------------------- | ---------------------------------------- | ---------------------------------- | ---------- |
| 1998  | Zamu Music Awards       | Much Against Everyone's Advice           | Couverture d'album                 | Lauréat    |
| 1999  | Zamu Music Awards       | Soulwax                                  | Groupe scénique                    | Lauréat    |
| 1999  | TMF Awards              | Soulwax                                  | Meilleur rock belge                | Lauréat    |
| 1999  | TMF Awards              | 2 Many DJ's                              | Meilleur clip belge                | Lauréat    |
| 2000  | TMF Awards              | Soulwax                                  | Meilleur rock belge                | Lauréat    |
| 2000  | TMF Awards              | Much Against Everyone's Advice           | Meilleur clip belge                | Lauréat    |
| 2002  | Zamu Music Awards       | 2 Many DJ's                              | Dance                              | Lauréat    |
| 2002  | TMF Awards              | 2 Many DJ's                              | Meilleur DJ belge                  | Lauréat    |
| 2004  | Prix Joseph-Plateau     | Steve + Sky                              | Meilleur compositeur belge         | Lauréat    |
| 2004  | TMF Awards              | 2 Many DJ's                              | Meilleur DJ belge                  | Lauréat    |
| 2005  | MTV Europe Music Awards | Soulwax                                  | Meilleur groupe belge              | Nomination |
| 2005  | MVPA Awards             | E Talking                                | Meilleur clip international        | Nomination |
| 2007  | Rober Awards Music Poll | Most of the Remixes                      | Meilleure compilation              | Lauréat    |
| 2007  | PLUG Awards             | Nite Versions                            | DJ Album de l'année                | Nomination |
| 2007  | DJ Awards               | 2 Many DJ's                              | Percée                             | Nomination |
| 2009  | Winter Music Conference | Soulwax                                  | Meilleur groupe dance              | Nomination |
| 2011  | BT Digital Music Awards | Radio Soulwax iOS                        | Meilleur appli musicale            | Nomination |
| 2011  | BT Digital Music Awards | Radio Soulwax                            | Meilleur podcast ou émission radio | Nomination |
| 2011  | DJ Awards               | 2ManyDJ's                                | Meilleur DJ house éclectique       | Lauréat    |
| 2012  | UK Music Video Awards   | Radio Soulwax - Machine                  | Best Music AD                      | Nomination |
| 2017  | Best Art Vinyl          | From Deewee                              | Best Art Vinyl                     | Nomination |
| 2017  | Music Industry Awards   | From Deewee                              | Meilleur album                     | Lauréat    |
| 2017  | Music Industry Awards   | From Deewee                              | Meilleure couverture d'album       | Nomination |
| 2017  | Music Industry Awards   | Soulwax                                  | Meilleur groupe scénique           | Nomination |
| 2017  | Music Industry Awards   | Soulwax                                  | Meilleur groupe dance              | Nomination |
| 2018  | UK Music Video Awards   | Is It Always Binary                      | Meilleur clip scénique             | Nomination |
| 2020  | Grammy Awards           | Marie Davidson - Work It (Soulwax Remix) | Meilleur album de remixes          | Nomination |

## Discographie

### Sous Soulwax

#### Albums studio
- 1996 : Leave the Story Untold
- 1998 : Much Against Everyone's Advice
- 2004 : Any Minute Now
- 2005 : Nite Versions
- 2017 : From Deewee
- 2018 : Essential
- 2020 : EMS Synthi 100 – DEEWEE Sessions Vol.01
- 2025 : All Systems Are Lying[28]

#### Albums de remixes
- 2006 : This Is Radio Soulwax
- 2008 : Most of the Remixes we've made for other people over the years except for the one for Einstürzende Neubauten because we lost it and a few we didn't think sounded good enough or just didn't fit in length-wise, but including some that are hard to find because either people forgot about them or simply because they haven't been released yet, a few we really love, one we think is just ok, some we did for free, some we did for money, some for ourselves without permission and some for friends as swaps but never on time and always at our studio in Ghent

#### DVD
- 2008 : Part of the Weekend Never Dies, CD+DVD

#### Bandes originales
- 2016 : Belgica

### Sous 2manydjs

#### Albums
- 2002 : As Heard on Radio Soulwax Pt. 2

#### Bootlegs
- 2002 : As Heard on Radio Soulwax Pt. 1 (2002)
- 2002 : As Heard on Radio Soulwax Pt. 2 (2002)
- 2004 : As Heard on Radio Soulwax Pt. 3 (2004)
- 2004 : As Heard on Radio Soulwax Pt. 4 (2004)
- 2004 : As Heard on Radio Soulwax Pt. 5 (2004)
- 2004 : As Heard on Radio Soulwax Pt. 6 (2004)
- 2004 : As Heard on Radio Soulwax Pt. 7 (2004)
- 2004 : As Heard on Radio Soulwax Pt. 8 (2004)
- 2004 : As Heard on Radio Soulwax Pt. 9 (2004)
- 2007 : As Heard on Radio Soulwax Pt. 10 (2007)
- 2007 : As Heard on Radio Soulwax Pt. 11 (2007)